# Опівніч (фільм, 2021)
Опівніч (кор.: хангиль: 미드나이트, НЛ: Mideunaiteu, також відомий як Опівночі) — південнокорейський психологічний трилер 2021 року, сценаристом і режисером якого є Квон О Син. У фільмі, в якому головні ролі виконали Джін Кі Джу, Ві Ха Джун і Кім Хє Юн, розповідається про небезпечну для життя гру в хованки між вбивцею-психопатом та глухою жінкою.  Вихід фільму був запланований у 2020 році, але його реліз було відкладено через пандемію COVID-19.Зрештою фільм вийшов в кінотеатрах та водночас на стримінгових медіа-платформах TVING 30 червня 2021 року.З 18 вересня 2021 року Опівніч також став доступним на iQIYI.

## Передумова
Кьон Мі — глуха жінка та консультантка колл-центру у відділі жестової мови, яка стає ціллю серійного вбивці До Шіка після того, як вона стала свідком того, як він завдав ножового поранення дівчині Со Чон. Чон Так, брат Со Чон, який працює охоронцем, вирушає на захист сестри та Кьон Мі. У той самий час, глуха мати Кьон Мі також дізнається про це та допомагає Чон Таку захищати їх.

## Акторський склад
- Джін Кі Джу в ролі Кім Кьон Мі, глухої жінки, яка працює консультанткою кол-центру у відділі жестової мови [5]
- Ві Ха Джун в ролі До Шіка, серійного вбивці, який нападає вночі на жінок і чоловіків
- Кім Хє Юн в ролі Чхве Со Чон, молодшої сестри Чон Така [8]
- Пак Хун в ролі Чон Така, брат Чхве Со Чон та колишній офіцер морської піхоти, який зараз працює в охоронній компанії
- Кіль Хе Йон в ролі матері Кьон Мі [9]
- Кан Ін Со у ролі працівника 1
- Но Су Мін у ролі чоловіка у подружжі
- На Ин Сем у ролі жінки у подружжі
- Лі Дже Сок у ролі працівника 5
- Пак Джі Хун
- Сон Ю Хьон у ролі начальника відділу

### Особлива поява
- Пе Ин У в ролі поліцейського
- Квон Йон Мін
- Пе Ин У[10] в ролі поліцейського 1
- Чон Во Чан у ролі поліцейського 2

## Створення
У серпні 2019 року Джін Кі Джу та Ві Ха Джун підтвердили, що беруть участь у фільмі.
Зйомки розпочалися 8 вересня 2019 року

## Реліз
Фільм вийшов у прокат в кінотеатрах та водночас на стримінгових медіа-платформах TVING.
Фільм «Опівніч» отримав запрошення від Міжнародного кінофестивалю Fantasia та Нью-Йоркського фестивалю азійського кіно на показ фільму. Фестивалі проходили три тижні з 5 по 25 серпня в Монреалі та Канаді, та з 6 по 22 серпня 2021 року в Нью-Йорку відповідно. На 20-му Нью-Йоркському кінофестивалі азійських фільмів, фільм був показаний у секції «Майстри жанру» 7 серпня в Лінкольн-центрі та театрі SVA.На 25-му міжнародному кінофестивалі «Фатазія» фільм був показаний у секції «Канадська прем’єра» 22 серпня 2021 року.Також він був запрошений на 13-й британський кінофестиваль Grimmfest, який проходив з 7 по 10 жовтня, де здобув нагороду за найкращий повнометражний фільм.
Фільм також був запрошений на Новозеландський міжнародний кінофестиваль у Веллінгтоні, показ якого відбудеться 12 листопада 2021 року. 
Фільм увійшов до конкурсної програми для нових режисерів 40-го Брюссельського міжнародного фестивалю фантастичного кіно і був показаний на бельгійській прем’єрі 2 вересня 2022 року. 

## Відгуки

### Каса
Фільм вийшов у прокат 30 червня 2021 року на 693 екранах.  За даними інтегрованої комп’ютерної мережі продажу квитків у кінотеатрі Корейської кіноради (KoFiC), фільм посів третє місце в кінотеатрах у Кореї, зібравши 25 566 глядачів у день прем’єри. Станом на 12 грудня 2021 року він посідає 21 місце серед усіх корейських фільмів, випущених у 2021 році, з валовими зборами у розмірі 796 540 доларів США та 108 523 відвідувачами.

### Оцінка критків
На сайті рецензій Rotten Tomatoes, з 17 відгуків критиків 100% є позитивними, з середньою оцінкою 7,6/10.
Со Чон Вон в рецензії для Maeil Business процитував з есе Гаятрі Чакраворті Співак «Чи можуть підлеглі говорити?», щоб підкреслити підкорення «підлеглих» (суб’єктів), які перебувають на дні суспільства, в тому числі жінок та мігрантів. Чон Вон вважає, що те, як дві німі та глухі жінки боролися з серійним вбивцею та використовували власні засоби, щоб протистояти йому, відрізняє цей фільм від інших. Закінчуючи рецензію, Чон Вон написав: «Чіткий контраст між тишею та шумом також є поширеним явищем. Чим більше ви дивитесь «Опівніч», тим більше ви можете насолоджуватися фільмом, затамувавши подих».
Репортер Seoul Economic Daily Чхве Су Джін, рецензуючи фільм, написав, що швидка погоня за глухонімими у повсякденному просторі є головною подією фільму. Цитуючи режисера О Син Квона: «Це було зроблено шляхом подріблення хрящів акторів, - писав рецензент, - ... чарівність фільму полягає в акторах, які біжать без зупину. Біг, ковзання, падіння і висіння на вікнах». Високо оцінюючи гру Джін Кі Джу, Су Джін написав: «Пристрасть до акторської гри Джін Кі Джу, яка грає глуху Кьон Мі, також вирізняється». Щодо інших акторів, Ві Ха Джун Ві та Пак Хун, Су Джін висловив думку: «Завдяки зусиллям цих двох акторів було завершено екшн-сцену, яка сповнена ударами».

## Нагороди та номінації
| Церемонія нагородження                                   | Рік  | Категорія                                                      | Номінант / Робота | Результат |
| -------------------------------------------------------- | ---- | -------------------------------------------------------------- | ----------------- | --------- |
| Брюссельський міжнародний фестиваль фантастичних фільмів | 2022 | Ворон, що з’являється на світ                                  | Опівніч           | Номінація |
| Міжнародний кінофестиваль «Фантазія».                    | 2021 | Срібний приз глядацьких симпатій за найкращий азіатський фільм | Опівніч           | Перемога  |
| Кінофестиваль Grimmfest                                  | 2021 | Нагорода за найкращий повнометражний фільм                     | Опівніч           | Перемога  |

## Зовнішні посилання
- «Опівніч» на сайті HanCinema
- Опівніч на сайті IMDb (англ.)